# Complejo poliploide
Un complejo poliploide es un grupo de poblaciones de plantas interrelacionadas que se pueden hibridar entre sí y que, además, presentan diferentes niveles de ploidía, lo que permite el flujo génico entre especies no relacionadas. 
El concepto fue descrito por primera vez por Ernest Brown Babcock y G. Ledyard Stebbins en su obra de 1938 sobre las especies americanas de Crepis. En Crepis y otras especies perennes herbáceas, un complejo poliploide puede surgir en la naturaleza cuando existen al menos dos poblaciones diploides genéticamente aisladas además de poblaciones derivadas de ellas auto y alotetraploides que coexisten y pueden hibridaree entre sí. De ese modo, una compleja red de formas pueden coexistir, en la cual los poliploides permiten el intercambio de genes entre las poblaciones diploides el que, de otro modo, no podría verificarse.